# Triangulär matris

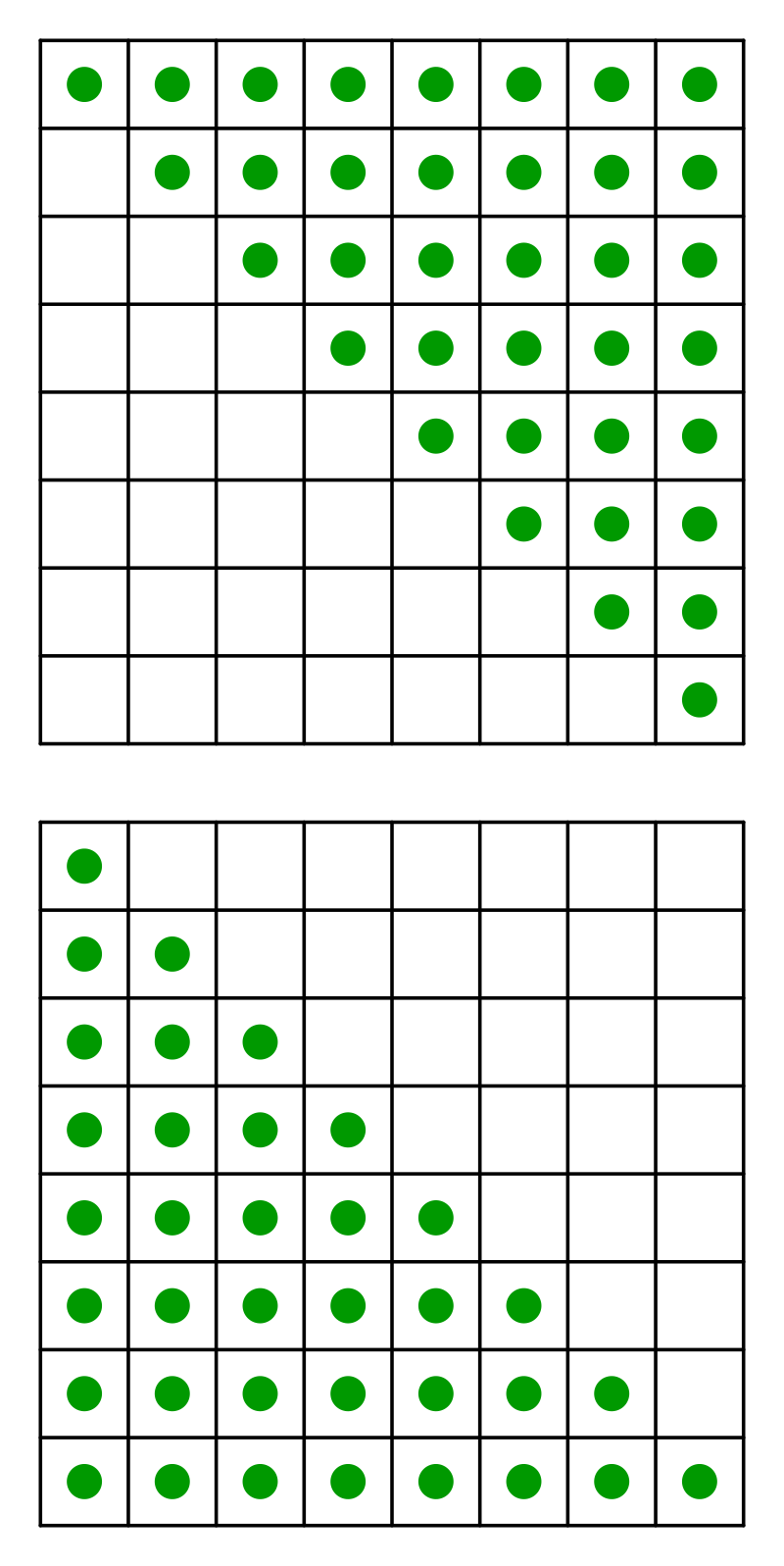
Övertriangulär matris och undertriangulär matris (grönt betecknar noll eller nollskilt element, övriga positioner är noll)

Inom matematiken är en triangulär matris en kvadratisk matris som har endast nollor på ena sidan om diagonalen.

## Definitioner
En matris sägs vara övertriangulär (även uppåt triangulär eller högertriangulär) om endast elementen ovanför och i diagonalen är nollskilda. I en undertriangulär (även nedåt triangulär eller vänstertriangulär) matris är endast elementen i och under diagonalen nollskilda.
Matrisen {\displaystyle U} är övertriangulär medan matrisen {\displaystyle L} är undertriangulär:
{\displaystyle U={\begin{pmatrix}u_{11}&u_{12}&\cdots &u_{1n}\\0&u_{22}&\cdots &u_{2n}\\\vdots &\vdots &\ddots &\vdots \\0&0&\cdots &u_{nn}\end{pmatrix}}~~L={\begin{pmatrix}l_{11}&0&\cdots &0\\l_{21}&l_{22}&\cdots &0\\\vdots &\vdots &\ddots &0\\l_{n1}&l_{n2}&\cdots &l_{nn}\end{pmatrix}}}
En strikt triangulär matris har nollskilda element endast på ena sidan om diagonalen, även diagonalen noll. Det finns strikt övertriangulära matriser och strikt undertriangulära matriser. Alla strikt triangulära matriser är nilpotenta.

## Egenskaper
- En matris som är både över- och undertriangulär är en diagonalmatris.
- En transponerad övertriangulär matris är en undertriangulär matris och vice versa.
- Determinanten av en triangulär matris är produkten av diagonalelementen. Detta kan ses genom att man utvecklar efter första rad eller kolonn hela tiden.
- Beräkningar är lätta att utföra på triangulära matriser, vilket utnyttjas till exempel vid LU-faktorisering.
- En matris som är både normal och triangulär är diagonal.
- Varje komplex kvadratisk matris kan genom basbyte uttryckas som en triangulär matris enligt Schurs sats. Med Jordans normalform kan den skrivas på en ännu enklare, triangulär, form.

## Tillämpningar

### Ekvationsystemslösning
Ett ekvationssystem vars vänsterled bildar en undertriangulär matris, {\displaystyle L\mathbf {x} =\mathbf {b} }, löses enkelt genom bakåtsubstition (övertriangulära matriser kan också lösas på liknande sätt).
{\displaystyle l_{11}x_{1}=b_{1}\,}
{\displaystyle l_{21}x_{1}+l_{22}x_{2}=b_{2}}
{\displaystyle ...}
{\displaystyle l_{n1}x_{1}+...+l_{nn}x_{n}=b_{n}}
Först löses för {\displaystyle x_{1}}, som sedan sätts in i nästa ekvation som löses för {\displaystyle x_{2}} och så vidare:
{\displaystyle x_{1}={\frac {b_{1}}{l_{11}}}\,}
{\displaystyle x_{2}={\frac {b_{2}-l_{21}x_{1}}{l_{22}}}}
{\displaystyle ...}
{\displaystyle x_{n}={\frac {b_{n}-\sum _{k=1}^{n-1}l_{nk}x_{k}}{l_{nn}}}}
Förfaringssättet används till exempel vid ekvationssystemslösning med LU-faktorisering.